# Emmanuel Bilodeau
Pour les articles homonymes, voir Bilodeau.
Emmanuel Bilodeau, né le 29 août 1964 à Hull, est un acteur et humoriste québécois. Il est surtout connu pour son rôle de René Lévesque dans la série télévisée du même nom (Prix gémeaux du meilleur acteur en 2006) ainsi que pour de nombreux rôles marquants au cinéma, à la télé et au théâtre. Il est également le frère du journaliste Maxence Bilodeau.

## Biographie
Après ses études secondaires au Collège des Jésuites de Québec, (maintenant Collège Saint-Charles Garnier)  il devient bachelier de l'Université de Montréal en Droit, membre du Barreau du Québec en 1988, avant de s'inscrire à l'École nationale de théâtre de 1988 à 1992 (tout juste après avoir été stagiaire au cabinet du ministre Bernard Landry, puis au quotidien La Presse. Il a aussi été journaliste a Radio-Canada de 1988 à 1992).
Il a joué de nombreux rôles au cinéma, à la télévision, et au théâtre : le rôle-titre dans Hamlet en 1999 au Théâtre du Rideau Vert; le rôle de Cosmo dans Une Adoration au TNM en 2005 ; il a été Figaro, au TNM, en 2009; a joué Des Roches dans ses Poches, Théâtre Saint-Denis 2002; le rôle-titre dans Le Visiteur, Théâtre des Gens d'en Bas, 1999 à 2002 ; le rôle-titre dans Alphonse, écrit par Wajdi Mouawad en 1993, etc.
Il amorce en lion sa carrière au cinéma en jouant le rôle principal dans le long-métrage "Le Siège de l'âme", d'Olivier Asselin.
Il a également joué le rôle de Patrick Lafontaine, patineur de compétition blessé, oublié des siens et devenu SDF, dans un épisode français particulièrement émouvant de L’Instit, avec Gérard Klein, réalisé par André Melançon. (Titre de l'épisode : Le Boulard. Saison 3 (1994-1995).)
En 2010, il gagne le prix de la meilleure interprétation masculine Festival international du film de Locarno (en Suisse) pour son rôle de père surprotecteur dans Curling de Denis Côté (avec sa propre fille, Philomène, dans le rôle de son enfant).
En 2015 il joue le rôle d'un interprète trappeur (aux côtés de Léonardo DiCaprio) dans le film d’Alejandro González Iñárritu : The Revenant.
Il avait joué aux côtés de Angelina Jolie et Ethan Hawk en 2004 dans le long-métrage Taking Lives.
Artiste aux multiples facettes, il gagne le trophée Viktor  du meilleur numéro d'humour au Festival Juste pour rire pour son « politicien » au gala de Laurent Paquin, La dépression en 2011.
Depuis lors, il s'est lancé dans l'humour avec son One-Manu-Show (2014 à 2017) et reçoit une critique très positive de la part des médias et de ses pairs humoristes.
En juillet 2012, il participe à un Gala Juste Pour Rire, où il interprète un politicien corrompu, Tomato. Il participera à tous les été au Festival Juste pour Rire de 2011 à 2015.
En 2013 Juste pour rire annonce Emmanuel Bilodeau comme animateur de l'un de leurs Galas de la 31e édition.
Le 26 février 2017 il présente la soirée d'investiture de Gabriel Nadeau-Dubois, jugeant important de soutenir la candidature d'un jeune homme aussi prometteur.
Porte-parole de nombreuses causes sociales, artistiques et humanitaires, on a pu le voir défendre le climat, l'environnement, l'éducation, l'alphabétisation, le cinéma, et les arts en général au cours des 20 dernières années, toujours avec une touche humoristique.

## Vie privée
Emmanuel Bilodeau est père de quatre enfants. Il est le conjoint de l'actrice Édith Cochrane et l'ex-conjoint de l'actrice Monique Spaziani.

## Filmographie

### Télévision
- 1993 : La Princesse astronaute (série télévisée) : Vladimir
- 1995 : L'instit (série télévisée) : Patrick Lafontaine (épisode 5, saison 3 : Le Boulard)
- 1997 : Le Volcan tranquille (série télévisée) : Louis-Joseph Dessables
- 1997 : Les Bâtisseurs d'eau (série télévisée)
- 2000 : Gypsies (série télévisée) : Le Mur
- 2001 : Si la tendance se maintient (série télévisée) : Benoît Drapeau
- 2003 : Grande Ourse (série télévisée) : Armand Laflamme
- 2004 :  Le Sketch Show (série télévisée): Emmanuel
- 2006 : René Lévesque (minisérie) : René Lévesque
- 2008 : René Lévesque - Le destin d'un chef (minisérie) : René Lévesque
- 2008 : Blaise le blasé (série télévisée) : Gaétan-Gilbert Pyrowski (voix)
- 2008 :  La Cache  (SérieTV) : animateur
- 2010 : Ni plus ni moi (série télévisée) : Marc-Antoine Lecours
- 2010 : Belle-Baie (série télévisée) : Charles Paulin
- 2010 : Tranches de vies (série télévisée)
- 2015 : Pour Sarah : Gilles Simoneau
- 2019 : Toute la vie : Rodge Pelletier
- 2021 : C'est plus qu'un jardin (série documentaire) : Lui-même
- 2024 : Stat : Dr Laurent Lamy

### Cinéma
- 1994 : Si belles : Frisette
- 1994 : Ruth
- 1994 : C'était le 12 du 12 et Chili avait les blues : employé CN
- 1996 : Joyeux Calvaire : le fou aux crucifix
- 1997 : Le Siège de l'âme : Jules
- 1998 : The Sleep Room : Dandain
- 1998 : Un 32 août sur terre de Denis Villeneuve : le meilleur ami de Philippe
- 1999 : Quand je serai parti... vous vivrez encore de Michel Brault
- 2001 : Que faisaient les femmes pendant que l'homme marchait sur la Lune ? : Antoine
- 2001 : Un crabe dans la tête : Samuel
- 2002 : Le Nèg' : Canard Plourde
- 2003 : Gaz Bar Blues de Louis Bélanger : Jocelyn
- 2004 : Bonzaïon
- 2004 : Le Golem de Montréal : François
- 2004 : Taking lives - destins violés (Taking Lives) : Doctor
- 2004 : CQ2 (Seek You Too) : Gabriel
- 2004 : Camping sauvage : Ti-Caille
- 2004 : Le Sketch Show (série TV) : varié
- 2004 : Les Aimants : Manu
- 2004 : La Lune viendra d'elle-même : Lionel
- 2005 : Maman Last Call : Fernand (homme couple)
- 2005 : Les Moutons de Jacob
- 2006 : Sur la trace d'Igor Rizzi : Gilbert McCoy
- 2007 : Bluff : Nico
- 2010 : Curling : Jean-François Sauvageau
- 2010 : Y'en aura pas de facile : René
- 2011 : Le Colis : Michel Beaulieu
- 2015 : The Revenant : Un interprète français
- 2017 : Innocent : Francis
- 2024 : Tous toqués! de Manon Briand : fermier

## Distinctions
- Prix Jutra du meilleur acteur de soutien en 2002 pour Un crabe dans la tête.
- Nomination pour le Prix Jutra du meilleur acteur de soutien en 2005 pour Les aimants.
- Prix Gémeaux du meilleur premier rôle masculin : dramatique en 2007 pour la série René.
- 2010 - Prix de la meilleure interprétation masculine au Festival international du film de Locarno (Suisse) pour son rôle dans Curling de Denis Côté.